# IFAF CEI Interleague 2011
Navigation
EFAF C.C. 2010 2012
L'IFAF CEI Interleague 2011 est la 1re édition de l'IFAF CEI Interleague, compétition sportive européenne interclubs de football américain organisée par l'IFAF Europe. 
Six équipes s'opposent et les deux premiers du classement jouent la finale. Le premier match a lieu le 2 avril et la finale le 9 juillet.
Les Hongrois de Győr Sharks remportent le titre en battant 27 à 21 les Serbes de Pančevo Panthers.

## Équipes participantes
| Pays     | Club                  | Ville        | Résultat en saison 2010                                                  |
| -------- | --------------------- | ------------ | ------------------------------------------------------------------------ |
| Serbie   | Belgrade Blue Dragons | Belgrade     | Demi-finaliste de la ligne Serbe (SAAF)                                  |
| Hongrie  | Budapest Cowboys      | Budapest     | Demi-finaliste de l'EFAF Challenge Cup 2010 et demi-finaliste de la MAFL |
| Hongrie  | Győr Sharks           | Győr         | -                                                                        |
| Serbie   | Klek Knights          | Klek         | 1er EFAF Challenge Cup 2010                                              |
| Serbie   | Pančevo Panthers      | Pančevo      | Demi-finaliste de la ligne Serbe (SAAF)                                  |
| Autriche | Sankt Pölten Invaders | Sankt Pölten | -                                                                        |

## Matchs éliminatoires
| Lieu, date    | Home                  | Score                           | Away                  |
| ------------- | --------------------- | ------------------------------- | --------------------- |
| 2 avril 2011  | Klek Knights          | 41 - 0 (13-0 14-0 7-0 7-0)      | Sankt Pölten Invaders |
| 9 avril 2011  | Pančevo Panthers      | 10- 9 (0-0, 7-3, 3-0, 0-6)      | Budapest Cowboys      |
| 16 avril 2011 | Győr Sharks           | 48 - 6 (13-0, 7-0, 13-6, 15-0)  | Klek Knights          |
| 24 avril 2011 | Belgrade Blue Dragons | 12 - 6 (0-6, 6-0, 6-0, 0-0)     | Budapest Cowboys      |
| 30 avril 2011 | Győr Sharks           | 41 - 2 (7-0, 20-0, 7-2, 7-0)    | Sankt Pölten Invaders |
| 8 mai 2011    | Belgrade Blue Dragons | 17 - 21 (0-0, 10-7, 7-14, 0-0)  | Pančevo Panthers      |
| 14 mai 2011   | Sankt Pölten Invaders | 0 - 32 (0-6, 0-12, 0-6, 0-8)    | Pančevo Panthers      |
| 14 mai 2011   | Klek Knights          | 28 - 42 (6-7, 7-7, 15-13, 0-14) | Belgrade Blue Dragons |
| 29 mai 2011   | Budapest Cowboys      | 6 - 9                           | Győr Sharks           |
| 4 juin 2011   | Sankt Pölten Invaders | 0 - 34                          | Belgrade Blue Dragons |
| 4 juin 2011   | Budapest Cowboys      | 32 - 27 (6-0, 3-21, 0-0, 23-6)  | Klek Knights          |
| 5 juin 2011   | Pančevo Panthers      | 25 - 34                         | Győr Sharks           |

| Cl. | Équipe                | %     | M. | V | P | PF  | PS  |
| --- | --------------------- | ----- | -- | - | - | --- | --- |
| 1   | Győr Sharks           | 1.000 | 4  | 4 | 0 | 132 | 39  |
| 2   | Pančevo Panthers      | 0.750 | 4  | 3 | 1 | 88  | 60  |
| 3   | Belgrade Blue Dragons | 0.750 | 4  | 3 | 1 | 105 | 55  |
| 4   | Budapest Cowboys      | 0.250 | 4  | 1 | 3 | 53  | 58  |
| 5   | Klek Knights          | 0.250 | 4  | 1 | 3 | 102 | 122 |
| 6   | Sankt Pölten Invaders | 0.000 | 4  | 0 | 4 | 2   | 148 |

## Finale
| Date           | Vainqueur   | Score                                    |                  | Remarque             |
| -------------- | ----------- | ---------------------------------------- | ---------------- | -------------------- |
| 9 juillet 2011 | Győr Sharks | 27 ET 21 (0-0, 14-13, 7-0, 0-8, (ET 6-0) | Pančevo Panthers | Joué en prolongation |